# Johann Baptist Matthäus Trost

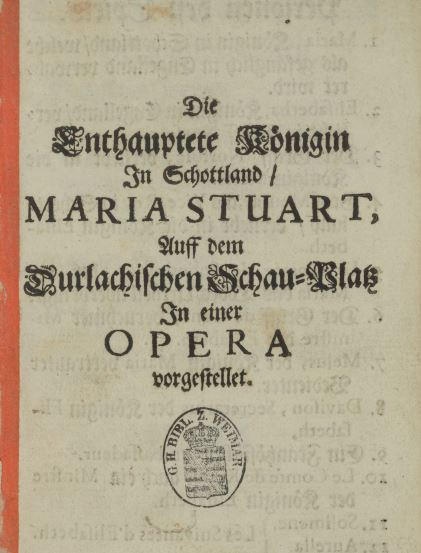
Titelblatt des Textbuches zur Oper Die enthauptete Königin in Schottland Maria Stuart von Johann Baptist Matthäus Trost (1715)

Johann Baptist Matthäus Trost (* 24. Januar 1669 in Gerbershofen; † 18. Dezember 1727 in Betberg) war ein deutscher Komponist.

## Leben
Trost besuchte die Lateinschule in Würzburg, danach ist er 1691 in Herrenberg nachweisbar. Im Jahre 1699 war er am 1. Collegium in Nürtingen und ist 1707 in Neuweiler verzeichnet. Nach einer Zwischenstation in Nagold 1710–1714 wurde er als Opern- und Schauspielleiter des Markgrafen Karl III. Wilhelm in Durlach 1714–1721 bestallt. Dort schrieb er 4 Opern für die Durlacher Hofoper. Ab 1721 ist er als Pfarrer in Betberg nachweisbar.
Er war in erster Ehe mit Maria Elisabetha Grückler geb. Eder (1663–1696) und in zweiter Ehe mit Margaretha Bickel geb. Balz verheiratet und hatte 8 Kinder.

## Werk
- Die bestürzte Königin in Schottland Maria Stuart (Oper, 1715)
- Die enthauptete Königin in Schottland Maria Stuart (Oper, 1715)
- Rhea Silvia (Oper, 1716)
- Ademarus (Oper, 1718)